# Sybra uenoi
Sybra uenoi là một loài bọ cánh cứng trong họ Cerambycidae.